# 박순용
박순용(朴舜用, 1945년 ~ )은 제29대 대한민국의 검찰총장을 역임한 법조인이다. 부인 김혜정과 2남이 있다.

## 생애
1945년 경상북도 선산군 밀양 박씨 집안에서 태어나 경북고등학교와 서울대학교 법학과를 졸업하고 1967년 제8회 사법시험에 합격하였다. 1970년 육군 법무관을 거쳐 1973년 서울지방검찰청 영등포지청 검사에 임용되었다. 공안, 특수, 형사 등 검찰 내 주요 보직을 두루 거쳤으며 법무부 교정국장으로 있을 때 전직 대통령에 대한 재판 계호와 대검찰청 중수부장으로 있으면서 김대중 비자금 사건을 "매끄럽게 처리했다"는 평가를 받았다.
검찰총장으로 있으면서 사직동팀 보고서 유출과 옷로비 축소 조작 혐의를 받고 있는 박주선 전 대통령 법무비서관에 대해 1999년 12월 21일 저녘 7시 30분경 구속영장을 청구하기로 최종 결론을 내리기까지 검찰총장실에서 4시간 30분동안 격론을 펼쳤다. 철저한 진상규명과 엄정한 사법처리를 위해 "구속 불가피하다"는 수사팀이 "검찰을 떠나겠다"는 각오로 나오자 수사팀 의견대로 했으나 법원에서 무죄 판결됐다.

## 경력
- 1970년 육군 법무관
- 1973년 서울지방검찰청 영등포지청 검사
- 1975년 법무부 검찰국 검사
- 1977년 해외 연수
- 1980년 서울지방검찰청 검사
- 1982년 수원지방검찰청 여주지청 지청장
- 1983년 대검찰청 공안자료과장
- 1984년 대검찰청 공안1과장
- 1986년 대검찰청 수사3과장
- 1987년 서울지방검찰청 남부지청 특수부장
- 1988년 서울지방검찰청 형사5부장
- 1989년 서울지방검찰청 형사3부장
- 1990년 서울지방검찰청 형사1부장
- 1991년 서울지방검찰청 북부지청 차장검사
- 1992년 대구지방검찰청 차장검사
- 1993년 서울지방검찰청 서부지청 지청장
- 1993년 대검찰청 공판송무부장
- 1994년 9월 16일 ~ 1995년 9월 19일 제38대 춘천지방검찰청 검사장
- 1995년 법무부 교정국장
- 1997년 법무부 검찰국장
- 1997년 8월 ~ 1998년 3월 제16대 대검찰청 중앙수사부장
- 1998년3월 23일 ~ 1999년 2월 21일 제38대 서울중앙지방검찰청 검사장
- 999년 2월 22일 ~ 1999년 5월 25일 제29대 대구고등검찰청 검사장
- 1999년 5월 26일 ~ 2001년 5월 25일 제29대 대한민국의 검찰총장
- 2001년 변호사 개업 (서울)